# Cosmisoma tenellum
Cosmisoma tenellum är en skalbaggsart som beskrevs av Aurivillius 1920. Cosmisoma tenellum ingår i släktet Cosmisoma och familjen långhorningar. Inga underarter finns listade i Catalogue of Life.